# Paul Zoungrana
Paul Zoungrana (Ouagadougou, Frans-West-Afrika, (het tegenwoordige Burkina Faso), 3 september 1917 – aldaar, 4 juni 2000) was een Burkinees geestelijke en kardinaal van de Katholieke Kerk.
Zougrana studeerde filosofie en theologie in Pabré en Rome en sociale wetenschappen aan de Sorbonne in Parijs. Hij werd op 2 mei 1942 tot priester gewijd. Hij werkte vervolgens als pastoor in zijn geboorteland en trad in 1948 toe tot de Sociëteit voor de Afrikaanse Missies. Vervolgens studeerde hij nog enkele jaren in Rome om daarna professor te worden aan het seminarie van Koumi. In die tijd (1959-1960) was hij ook directeur van het centrum voor Sociale Informatievoorziening in Ouagadougou.
Op 5 april 1960 benoemde Paus Johannes XXIII hem tot aartsbisschop van Ouagadougou. Als zodanig nam hij deel aan het Tweede Vaticaans Concilie (1962-1965). Tijdens het consistorie van 22 februari 1965 werd hij door Paus Paulus VI verheven tot kardinaal. De San Camillo de Lellis werd zijn titelkerk. In 1995 ging hij met emeritaat.
Zougrana gold als een voorstander van het zoeken van verbinding tussen de tradities van de Afrikaanse cultuur en de riten van de Katholieke Kerk. Hij nam als kieskardinaal deel aan de conclaven van augustus en oktober 1978. Vooral tijdens dat laatste conclaaf werd hij gezien als eerste papabile vanuit de derde wereld.
- Gemeinsame Normdatei: 1266867562
- International Standard Name Identifier: 0000 0003 7445 8789
- Library of Congress Control Number: nr2002008429
- Virtual International Authority File: 5817346
- WorldCat: E39PBJdx6TFyftqHXFkyvT89jC